# Jan Baeke
Jan Baeke (nascuda el 1978 a Roosendaal (Països Baixos) és una poeta que escriu en neerlandès.
Va debutar el 1997 amb el recull Nooit zonder de paarden (mai sense cavalls). El 2016 va rebre el premi Jan Campert per al seu recull de poesia Seizoensroddel. Segons el jurats «Jan Baeke sempre va escriure poemes que són tan àgils i flexibles que sembla que s'han creat tots sols».

## Obres destacades
- Seizoensroddel[4][5]